# Ângela Portela
Ângela Maria Gomes Portela (Coreaú, 3 de fevereiro de 1962), é uma professora e política brasileira, filiada ao Progressistas (PP).

## Biografia
Graduada pela Faculdade de Filosofia Dom José de Sobral no Ceará (atual Universidade Estadual Vale do Acaraú), é casada com o ex-governador de Roraima, Flamarion Portela, com quem tem duas filhas.
Foi professora na rede estadual de ensino do Acre entre 1985 e 1991. Tornou-se primeira-dama do estado quando seu esposo assumiu o governo de Roraima, entre abril de 2002, até novembro de 2004.
Entre 2006 a 2018, exerceu os mandatos de deputada federal e de senadora, representando o estado de Roraima. 

## Carreira política

### Deputada federal
Eleita deputada federal em 2006, pelo PTC, filiou-se ao PT em 14 de março de 2007. O PTC chegou a solicitar sua perda de mandato por infidelidade partidária, mas não logrou êxito. Torna-se presidente do diretório regional roraimense do novo partido, reelegendo-se em 2009.
Enquanto foi filiada ao PT, compôs a corrente petista Construindo um Novo Brasil. Após deixar o PT, filiou-se ao PDT, em abril de 2017, por considerar que ser filiada ao PT iria prejudicar suas chances de se reeleger ao Senado em 2018.

### Senadora da República
Em 2010, concorreu a umas das vagas em disputa ao Senado Federal, impondo-se a Augusto Botelho, então senador, que também queria concorrer ao mesmo cargo. Por conta disso, Botelho se desfiliaria do partido.
Nas eleições em Roraima, Angela obteve o segundo lugar com 26,15% do votos válidos, elegendo-se junto com Romero Jucá.
Em outubro de 2017, votou a contra a manutenção do mandato do senador Aécio Neves, mostrando-se favorável a decisão da Primeira Turma do Supremo Tribunal Federal no processo, onde ele é acusado de corrupção e obstrução da justiça por solicitar dois milhões de reais ao empresário Joesley Batista.
Em novembro de 2018, a senadora votou a favor do aumento de salário dos integrantes do STF, que gerará o reajuste de milhares de salários no nível federal, estadual e municipal, com impacto negativo estimado de 6 bilhões de reais/ano no orçamento nacional.

### Mesa diretora do Senado
Em 2013, foi eleita Segunda-Secretária da Mesa do Senado Federal. Em 2015, elegeu-se Quarta-Secretária da Mesa do Senado Federal.

### Candidatura ao governo
Em 2014, foi candidata ao governo de Roraima e foi derrotada, obtendo terceira posição com 43.897 votos (18,03%).

### Votação sobre Delcídio Amaral
Em novembro de 2015, votou contra a prisão de Delcídio Amaral.

### Tentativa de reeleição ao Senado
Durante as eleições de 2018, ela candidatou-se ao cargo de Senadora da República pelo PDT, mas não logrou êxito, tendo ficado em quarto lugar na disputa eleitoral, obtendo 13,10% dos votos válidos (64.164 votos).

### Candidata a deputada federal
Tentou voltar ao cargo de deputada federal nas eleições de 2022 pelo PP, mas obteve 6.760 votos e não foi eleita.